# Tortula danica
Tortula danica là một loài rêu trong họ Pottiaceae. Loài này được (M.T. Lange) C. Hartm. ex Limpr. mô tả khoa học đầu tiên năm 1887.